# Certamen Literari Vila d'Almassora
El Certamen Literari Vila d'Almassora són uns guardons ubicats en el camp de la literatura en valencià, concretament a la novel·la, la poesia i l'assaig. Són convocats per l'Ajuntament d'Almassora, a la Plana Alta. Els premis es fan públics cap a l'estiu, es lliuren a la tardor-hivern i les obres guanyadores són editades a la primavera de l'any següent.
La seua primera edició va ser l'any 2000, tot mantenint des d'aquest moment les tres categories: Narrativa, Poesia (dedicada al poeta Antoni Matutano) i d'Investigació Local i Comarcal. La convocatòria ha estat anual fins a l'any 2010, en què va passar a ser bianual. Després d'un parèntesi de cinc anys, al 2016 es van tornar a convocar, amb la novetat que el premi d'investigació homenatja l'escriptor Miquel Egual.

## Guardonats
| Any     | Narrativa                                                            | Poesia                                               | Investigació                                                                                      |
| ------- | -------------------------------------------------------------------- | ---------------------------------------------------- | ------------------------------------------------------------------------------------------------- |
| 2000    | Noranta-nou maneres de no viure encara a la lluna, Joan Pinyol       | Pasqual (avi de llunes), Marisol González Felip      | Les primeres escoles d'Almassora, Rogelio Beltran                                                 |
| 2001    | La revolta ignorada, Albert Garcia                                   | Platges, Gràcia Jiménez                              | Cent anys de teatre a Almassora, Fàtima Agut                                                      |
| 2002    | Jocs de pilota, Josep Castellano                                     | Boira, Alexandre Navarro                             | Declarat desert                                                                                   |
| 2003    | Gònades tibants, Miquel Àngel Palomero                               | Tants barrets, Joan Carles Gonzàlez                  | Mig segle d'activitat artística a Almassora (1889-1938), Joan Damià Bautista                      |
| 2004    | La vida canina, Carles Bellver                                       | Aquesta estranya quietud, Joan-Baptista Campos       | Declarat desert                                                                                   |
| 2005    | Declarat desert                                                      | El radical descrèdit de les cendres, Pau Gratacòs    | Declarat desert                                                                                   |
| 2006-07 | Quina gran persona, Salvador Macip                                   | Gavella tardoral, Lola Gonzàlez Montolio             | Declarat desert                                                                                   |
| 2007-08 | Històries de l'illa sense costes, Miquel Torres Gascon               | Tu, Daniel Nomen i Recio                             | Les cançons que jo escoltava, Ana Martinavarro Escura                                             |
| 2008-09 | Tereseta la de Manxiulo, Josep Usó i Mañanós                         | Declarat desert                                      | Agroecologia per a un paisatge en extinció, Francesca Pérez Badal                                 |
| 2009-10 | Set narracions curtes per a una setmana llarga, Joan Andrés Sorribes | Si em parles del desig, Manel Alonso Català          | Declarat desert                                                                                   |
| 2011-12 | Les vertaderes memòries de Salvador Orlan, Miquel López Crespí       | Kalenda d'hivern, Raimond Aguiló i Bartolomé         | Declarat desert                                                                                   |
| 2016    | Paral·leles, Llorenç Delgado i Santos                                | Meduses, Manuel Roig Abad                            | Declarat desert                                                                                   |
| 2017    | D'una altra fusta, Juan Cànoves Bertomeu                             | L'efímer i l'etern, Vicent Penya i Calatayud         | Almassora i el seu entorn en la Guerra del Francès, Francesc Agut Beltrán                         |
| 2018    | Filferrada, la platja de les cigonyes negres, Rosa Miró Pons         | La memòria de les petjades, José Luis García Herrera | Declarat desert                                                                                   |
| 2019    | Mos quedem!, Jesús Bernat Agut                                       | Males herbes, Salvador Lauder                        | Hermínia Gómez, diva almassorina, Francesc Agut Beltrán                                           |
| 2020    | Enyors, Agustí Clua Ferré                                            | Motor de sang, Nati Soler Alcaide                    | Declarat desert                                                                                   |
| 2021    | El cant de les granotes, Sergi Durbà                                 | Globoflèxia, Joan Carles González Pujalte            | De mà en mà entre els xiquets de la Plana. El catecisme de Carles Salvador, Òscar Pérez Silvestre |
| 2022    | Una casa qualsevol, Salvador Lauder                                  | Memòria de la mar, Vicent Torres Aguado              | Declarat desert                                                                                   |